# 津軽恋女
『津軽恋女』（つがるこいおんな）は、1987年2月21日に発売された新沼謙治の28枚目のシングル。新沼の代表曲の一つである。

## 解説
原案は永井俊一、作詞は久仁京介、作曲は大倉百人。
1978年に日本電信電話公社企画による石崎無線中継所（東津軽郡平舘村、現：東津軽郡外ヶ浜町平舘石崎に1978年に完成した北海道～本州間の無線通信用の鉄筋コンクリート造電波塔、2001年稼働停止。）の建設記録映画、「鉄筋コンクリート造無線塔の建設の主題歌として永井の作詞、大倉（当時は牛車茂名義）の作曲、歌唱によって製作された『津軽の塔』（電波塔の愛称に依る）が原曲。
サビの部分は、太宰治の小説「津軽」の冒頭からヒントを得ており、「津軽には七つの雪が降る」との歌詞から「こな雪・つぶ雪・わた雪・ざらめ雪・みず雪・かた雪・（春待つ）氷雪」で締めくくっている。
新沼は本作で1987年末の「第38回NHK紅白歌合戦」に出場し、2年連続・通算で11回目の紅白歌合戦登場となった。
オリコンチャート最高位は85位留まりだったが、息の長いヒットとなり、現在でも新沼は当曲をテレビで歌唱披露する事が多い。
2008年発売の48枚目のシングル「風列車」に石倉重信によるニュー･アレンジ・バージョンで再録されている。

## 収録曲
- 両楽曲共に、編曲：若草恵

1. 津軽恋女
原案：永井俊一[2]
作詞：久仁京介／作曲：大倉百人
2. さすらい本線
作詞：池田充男／作曲：四方章人

## カバー
- ジェロ : 『COVERS3 〜Roots of JERO〜』(2010年) に収録